# Elisabeth Kontomanou

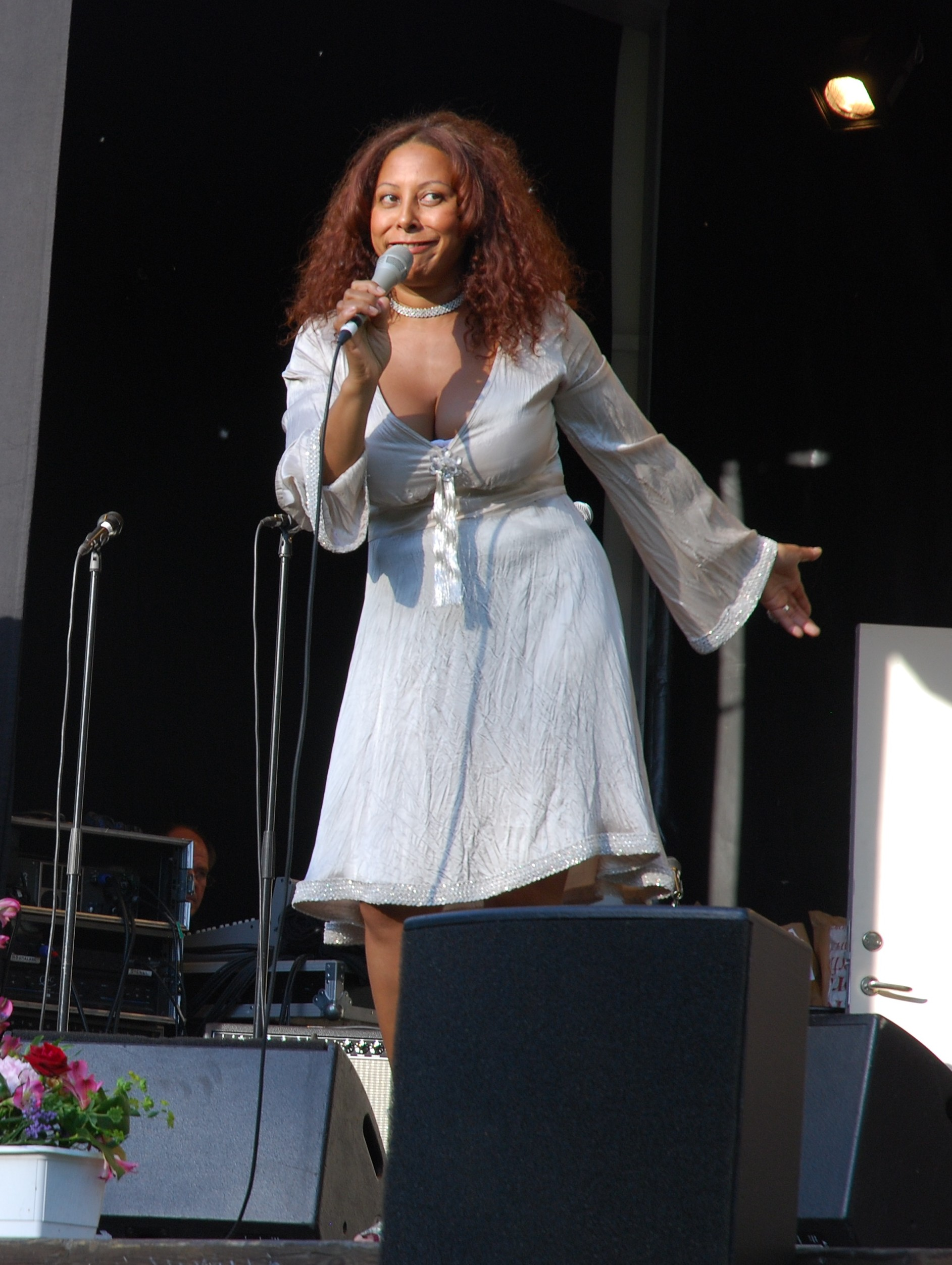
Elisabeth Kontomanou (2010)

Elisabeth Kontomanou (* 30. November 1961 in Lyon) ist eine französische Jazzsängerin.

## Leben und Wirken
Kontomanou, deren Mutter aus Griechenland und deren Vater aus Guinea stammt, wuchs in Südfrankreich auf. Die musikalische Autodidaktin gründete Ende der 1980er Jahre ein eigenes Jazzquartett, mit dem sie erste Aufmerksamkeit beim Concours de La Défense erlangte.
1988 arbeitete sie mit dem Pianisten Jean-Michel Pilc, daneben mit Thomas Bramerie, Pierre Dayraud und Stéphane Belmondo. Im Musikfilm Masque de Lune von Michel Legrand sang sie den Titelsong. 1993 nahm sie ihr erstes Album auf.
1995 ging Kontomanou in die USA, wo sie in verschiedenen New Yorker Clubs auftrat. 1998 unternahm sie eine USA-Tournee mit dem Pianisten Andy Milne. Das Album Hands and Incarnation brachte ihr 1999 eine Nominierung für den Django d’Or. Nach der Zusammenarbeit mit verschiedenen Formationen (u. a. mit einem Sextett mit den Saxophonisten J. D. Allen und Sam Newsome und mit der Bigband Ornicar) gründete sie 2004 ein Duo mit dem Perkussionisten Ari Hoenig. 2006 wurde sie zur besten Jazzvokalistin des Jahres (Les Victoires du Jazz) gewählt. 2011 nahm sie mit der Pianistin Geri Allen das Album Secret of the Wind auf. Weiterhin arbeitete sie mit Leon Parker, Toots Thielemans, Leïla Olivesi und mit Jacques Schwarz-Bart.

## Diskographische Hinweise
- Embrace mit J.D. Allen III, Thomas Bramerie, Abdou M'Boup, Sam Newsome, Jean-Michel Pilc, 1998
- Hands and Incantation mit Jean-Michel Pilc, 2000
- Midnight Sun mit Thomas Bramerie, Ali Muhammed Jackson, Jean-Michel Pilc, 2002–03
- Waitin' for Spring mit Laurent Coq, Daryl Hall, Sam Newsome, John Scofield, 2006
- Brewin' the Blues, 2008, mit Laurent Courthaliac (Klavier)
- Secret of the Wind, 2011, mit Geri Allen (Plus Loin Music)
- Amoureuse, 2014

## Lexikalischer Eintrag
- Philippe Carles, André Clergeat, Jean-Louis Comolli: Le nouveau dictionnaire du jazz. R. Laffont: Paris 2011